# 许承尧故居
许承尧故居位于中国安徽省黄山市徽州区潜口镇唐模村，建于清，为翰林许承尧的故居。建筑群占地面积560平方米。2019年3月28日公布为安徽省文物保护单位。